# Messier 21
Messier 21 este un obiect ceresc care face parte din Catalogul Messier, întocmit de astronomul francez Charles Messier.